# Самогон (серіал)
Самогон (кор. 꽃 피면 달 생각하고) — південнокорейський псевдоісторичний романтичний телесеріал що транслювався щопонеділка та щовівторка з 20 грудня 2021 по 22 лютого 2022 року на телеканалі KBS2. Події серіалу відбуваються під час правління одного з королів династії Чосон, який щоб запобігти голоду запровадив в країні суворий сухий закон.

## Сюжет
Щоб зупинити голод який знов охопив країну, король Лі Кан вирішує заборонити використання дефіцитного рису для виробництва алкогольних напоїв. В країні запроваджуєть найсуворіший сухий закон, винятків не роблять навіть для поминок та весіль. Але жорсткі заходи призводять лише до розківіту чорного ринку. В столиці відкриваються численні підпільні бари, до яких контрабандисти різних ґатунків постачають спиртне. Лікарі починають масово виготовляти «ліки» зі спиртного з невеликим домішком яких-небудь трав, та за хабарі виписують їх всім охочим. Навіть кронпринц у пошуках спиртного постійно залишає палац. Зупинити контрабанду щосили намагається молодий інспектор Нам Йон, якому доручили викривати та арештовувати всіх самогонників. Але як це зробити, коли безліч самогонників гонять сивуху як у місті так і в навколишніх лісах. Злочинці дають солдатам хабарі щоб ті заплющювали очі, підробляють папери щоб провести вантаж через міські брами та навіть риють тунелі під міською стіною щоб доставляти спиртне минаючи охорону. Величезні кошти які готові платити п'яниці, приваблюють багатьох. Навіть дівчина в якої Нам Йон орендує житло готує та продає ночами самогон.

## Акторський склад

### Головні ролі
- Ю Син Хо — у ролі Нам Йона[2]. Син бідної провінційної дворянської родини що приїхав до столиці здавати іспит щоб стати чиновником при дворі. Завдяки своїй принциповості він швидко просувається по службі чим наживає собі величезних неприємностей.
- Лі Хє Рі[en] — у ролі Кан Ро Со[2]. Донька збіднілої дворянської родини. Рано осиротів, вона мешкає разом з старшим братом у невеликому будинку в столиці. Одного разу щоб розрахуватись з боргами вона вирішує гнати самогон.
- Пьон У Сок — у ролі Лі Пхьо[3]. Кронпринц. Незважаючи на заборону батька полюбляє випити, для чого іноді інкогніто покидає палац у пошуках спиртного. Одного разу, випадково знайомиться з Ро Со яка торгувала самогоном.
- Кан Мі На[en] — у ролі Хан Є Чін[4]. Донька воєнного міністра.

### Другорядні ролі

#### Люди навколо Нам Йона
- Кім Кі Бан[en] — у ролі Чун Ге[5]. Слуга Нам Йона.
- Ім Вон Хий[en] — у ролі Хван Га.
- Ім Чхоль Хьон — у ролі Нам Те Хо. Батько Нам Йона.

#### Люди навколо Ро Со
- Со Є Хва[en] — у ролі Чон Гим. Подруга Ро Со. Працює в лікарні.
- Пе Ю Рам — у ролі Кан Хє Су. Старший брат Ро Со.

#### Люди з Королівського палацу
- Чхве Вон Йон — у ролі Лі Сі Хима. Дядько Лі Пхьо. Високопоставлений чиновник при дворі.
- Чан Гван[en] — у ролі Йон Чо Муна. Прем'єр-міністр. Дядько королеви.
- Чан Сон Іль — у ролі Короля Лі Кана.
- Ан Сі Ха[en] — у ролі королівської наложниці. Мати Лі Пхьо.
- Кім Мін Хо — у ролі Кім Оль Дона. Особистий євнух Лі Пхьо.
- Лі Хва Ий — у ролі Хван Сан Уна. Воєнний міністр. Батько Є Чін.
- Бьон Со Юн — у ролі Королеви Йон. Друга дружина Лі Кана.

#### Контрабандисти
- Мун Ю Кан — у ролі Сім Хона. Контрабандист який мріє прибрати до рух весь нелегальний ринок алкоголю столиці.
- Пак А Ін[en] — у ролі У Сім. Власниця найпрестижного у столиці будинку кісен Гірінгак.
- Хон Ван Пьо — у ролі Гю Сан Мока. Дурнуватий власник одного з підпільних барів.

## Рейтинги
- Найнижчі рейтинги позначені синім кольором, а найвищі — червоним кольором.

| Серія    | Прем'єра       | Рейтинг        | Рейтинг     | Рейтинг |
| Серія    | Прем'єра       | AGB Nielsen    | AGB Nielsen |         |
| Серія    | Прем'єра       | По всій країні | Сеул        |         |
| -------- | -------------- | -------------- | ----------- | ------- |
| 1        | 20 грудня 2021 | 7,5 %          | 6,9 %       |         |
| 2        | 21 грудня 2021 | 7,2 %          | 6,7 %       |         |
| 3        | 27 грудня 2021 | 6,3 %          | 5,8 %       |         |
| 4        | 28 грудня 2021 | 7,6 %          | 7,1 %       |         |
| 5        | 3 січня 2022   | 5,4 %          | 4,9 %       |         |
| 6        | 4 січня 2022   | 6,2 %          | 5,6 %       |         |
| 7        | 10 січня 2022  | 5,4 %          | 5,1 %       |         |
| 8        | 11 січня 2022  | 5,4 %          | 5,2 %       |         |
| 9        | 17 січня 2022  | 4,9 %          | 4,6 %       |         |
| 10       | 18 січня 2022  | 5,6 %          | 5,3 %       |         |
| 11       | 24 січня 2022  | 5,1 %          | 5 %         |         |
| 12       | 25 січня 2022  | 5,9 %          | 5,4 %       |         |
| 13       | 8 лютого 2022  | 4,2 %          | 3,8 %       |         |
| 14       | 8 лютого 2022  | 4,9 %          | 4,7 %       |         |
| 15       | 21 лютого 2022 | 5,3%           | 4,6%        |         |
| 16       | 22 лютого 2022 | 5,9%           | 5,3%        |         |
| Середній | Середній       | 5,8%           | 5,4%        |         |

## Коментар
1. ↑  Трансляцію 13 та 14 серії перенесено на 8 лютого у зв'язку зі святкуванням китайського нового року та початком Олімпійських ігор.[7]